# Ophiuche calistalis
Ophiuche calistalis là một loài bướm đêm trong họ Erebidae.